# Kosei Okazawa
Kosei Okazawa (岡澤 昂星 Okazawa Kosei?), född 22 oktober 2003 i Osaka prefektur, är en japansk fotbollsspelare.
Okazawa började sin karriär 2020 i Cerezo Osaka.